# Coelichneumon lineaticeps
Coelichneumon lineaticeps là một loài tò vò trong họ Ichneumonidae.